# Egri Állami Tanítóképző Intézet
Az Egri Állami Tanítóképző Intézet középfokú, szakképző oktatási intézmény volt. A nyolcosztályos általános iskolák alsó tagozata (1–4. osztály) számára képzett tanítókat/tanítónőket.

## Története

### A kezdet
Az intézmény az egri Érseki Római Katolikus Tanítóképző 1948-as államosításával jött létre. Az Egri Érseki Tanítóképző igazgatója 1948-ig, tíz éven át, dr. Somos Lajos volt.  A tanítóképző az 1948-1949-es tanévben az egri Líceum épületében maradt, de már Egri Állami Tanítóképző Intézet megnevezéssel, s a vallásos nevelés kikerült az intézmény feladatai közül.
1949 szeptemberében Egerbe költözött az 1948-ban Debrecenben alapított Pedagógiai Főiskola. A Vallás- és Közoktatásügyi Minisztérium akart egy felsőoktatási intézményt Észak-Magyarországon. Eger politikai vezetői szívesen felajánlották ehhez a Líceum épületét, ahol a megelőző közel száz évben - többek között - az érseki tanítóképző működött.
A tanítóképző a Pedagógiai Főiskola Egerbe költözését követően sem szűnt meg, hanem államosítva, korábbi diákjaival és a tanári kar tagjainak többségével a volt ciszterci gimnázium helyére költözött.

### A tanulókdiákotthonielhelyezése
A magyarországi tanítóképzés egyik hagyományát jelentette a tanulók diákotthoni elhelyezése. Ezt – a tanítóképzés intézményi kialakulásának történeti sajátosságán túl – a tanulók szociális helyzete is szükségessé tette.
Ami a hallgatók diákotthoni elhelyezését illeti, mivel az érsekség korábbi diákotthonait át kellett adni a főiskolai hallgatók részére, új helyeket kellett találniuk. Az egyik adott volt: a ciszterci rend Alpár Ignác által tervezett, rendháza a tanítóképző iskolája mellett. Ide került a fiúk egy része, egy másik része a Foglár utcai volt Szent József Kollégiumba (amit a népnyelv sokáig csak Tóka-kollégiumként emlegetett). A lányok először a korábban az angolkisasszonyok által működtetett Kossuth utcai épületbe kerültek. (Az 1948-1949-es tanévben nem nyílt tanítónőképzős osztály, helyette gimnázium, ami a Klapka utcai bejáratnál működött.) Egy év után a Dobó téri minorita rendházba költöztek. Ezután a Foglár utcai kollégiumba kerültek, a fiúk pedig onnan a laktanya épületébe. Az 1953-1954-es tanévtől aztán ismét a Kossuth utcai épületbe tették át őket. Az angolkisasszonyok volt tanítóképzőjének hátsó szárnya sokáig az egri középiskolás lányok kollégiuma volt. A tanítóképzős fiúk véglegesen visszakerültek a volt ciszterci rendházba.

### Atanrendmegszilárdulása
Az állami tanítóképző politikailag megbízható, új igazgatóval/igazgatókkal, gyakran változó elnevezéssel, képzési idővel és képzési programmal működött tovább. Az 1949-ben végzettek még az érseki tanítóképzőben a szokásos rend szerint kapták meg a diplomájukat. Az ötéves tanulmányi idő érettségivel és képesítő vizsgával zárult. Az országos rendelkezésnek megfelelően az 1949/1950-es tanévben a tanítóképző Egerben is pedagógiai gimnáziummá alakult.
Az 1950-ben a negyedévüket teljesítő diákok nem az addig szokásos módon fejezték be tanulmányaikat. Nyáron értesítést kaptak, hogy ― a tanítóhiány miatt ― a tanulmányaik ötödik évét vidéki tanítási gyakorlaton kell eltölteniük. Voltak, akiknek felajánlották, hogy tanulmányaikat a tanárképző főiskolán folytathatják, akár felvételi, sőt akár érettségi nélkül. Ezzel a kedvező lehetőséggel sokan éltek, ami a tanárhiány mellett tanítóhiányt is eredményezett. Az 1950/1951-es tanév kaotikus volt. A tanárképző főiskola elszívó hatása a következő években ugyancsak érvényesült. Alig voltak fiúosztályok, több volt a lányosztály. A képzés egyetlen tanév után – hasonlóan az intézményi megnevezés is – visszaszerveződött az előző évek rendjébe.
Kialakult és megszilárdult egy tanulmányi rend: a diákok 4 év általános és pedagógiai képzés után az általános tantárgyak ismeretanyagából érettségit tettek, majd 1 évig külső helyszínen tanítottak, (osztálytanítói feladatokat láttak el). Az 5. év végén az anyaiskola-tanítóképző gyakorlóiskolájában vizsgatanítást tartottak és azután a pedagógiai tantárgyakból képesítő vizsgáztak. A sikeres képesítő vizsgát követően tanítói oklevelet kaptak. (Voltak, akik az érettségi vagy a képesítő után közvetlenül vagy néhány év múlva egy felsőfokú intézményben folytatták tanulmányaikat.)

### Az intézet megszüntetése
Az 1950-es évek közepén több évig tartó országos vita alakult ki a tanítóképzés átalakításáról. 1957-ben a minisztérium úgy döntött, hogy a tanítóképzést magasabb, főiskolai szintre emeli. Érettségire épülő hároméves képzést terveztek. Az ország tanítóképzőinek számát csökkenteni kívánták. Egerben csak egy főiskola maradhatott. Ekkor az egri politikai szervek úgy döntöttek, hogy a tanítóképzést átengedik Jászberénynek, és az Egri Állami Tanítóképző Intézetet 1957 és 1969 között megszüntetik. Az iskola felmenő rendszerben, fokozatosan gimnáziummá alakult át (Gárdonyi Géza Gimnázium és Szakközépiskola).

#### A tantestület
Az 1957-1959-es években a tanítóképző igazgatója, Papp Sándor, a gimnázium igazgatójaként az intézményben maradhatott. A tanári kar tagjai többségében ugyancsak a gimnáziumban dolgoztak tovább. A pedagógusképzés iránt jobban elkötelezettek, akik közül többen már az érseki tanítóképzőnek is tanárai voltak, előbb-utóbb átmentek az egri Pedagógiai Főiskolára (dr. Molnár József — 1952. történelem; Járosi András —  1958. matematika; dr. Somos Lajos — 1959. pedagógia; Hidasi Károly —  1959. fizika; dr. Kovács Vendel — 1962. pedagógia; dr. Suba János —  1962. biológia; id. Abkarovits Endre — 1963. magyar irodalom), vagy más felsőoktatási intézménybe (dr. Bakonyi Ferenc — Testnevelési Főiskola; Hollós Attila —  ELTE, orosz).

#### A tanulók
Az egri tanítóképzés megszűnésekor először a lányosztályok kerültek át más város iskolájába. 1957-ben érettségiztek utoljára lányok az egri képzőben. A  fiúosztályok még 1959-ig Egerben maradtak. A két utolsó évfolyam közül 1960-ban még Egerben érettségiztek, ám 1961-ben nem ott képesítőztek. Az 1962-ben végzős osztály már sem az érettségit, sem a képesítőt nem Egerben teljesítették.

#### Agyakorlóiskola
Az egri tanítóképző gyakorlóiskolája ugyanannak az épületnek a földszintjén működött, mint a tanítóképző. Kezdetben csak alsó tagozatos osztályok voltak, osztott és részben osztott (elsősök harmadikosokkal, másodikosok negyedikesekkel egy osztályban) formában. Felső tagozatos osztályokat később, az ötvenes évek második felében szerveztek. Egyes gyakorlóiskolai osztálytanítók már az érseki tanítóképző gyakorlóiskolájában is dolgoztak (Vásárhelyi József és Hórvölgyi István). A tanítóképzés egri leépítésével együtt ugyancsak megszűntek az általános iskolai osztályok. A gyakorlóiskolai tanulók vagy a körzetük szerinti általános iskolába, vagy a főiskola gyakorlóiskolájába kerültek.

### Az iskola|intézmény megnevezése, igazgatója és a végzős osztályok száma, összetétele[14]
1948-1949.: Egri Állami Tanítóképzőintézet
(pecsét: Állami Liceum Tanítóképző Intézet)
Vámos Nándor; 1 fiú
1949-1950.: Nem volt tabló
(pecsét: Állami Pedagógiai Gimnázium)
dr. Molnár József
1950-1951.: Egri Állami Tanító(nő)képzőintézet
(pecsét: Állami Tanítóképző és Tanítónőképző)
dr. Molnár József; 1 fiú, 1 lány
1951-1952.: Egri Állami Tanítónőképző
dr. Molnár József; 1 lány
1952-1953.: Egri Állami Tanítóképző
Tóka János; 1 vegyes, 2 lány
1953-1954.: Egri Állami Tanítóképző
Tóka János; 1 fiú, 2 lány
1954-1955.: Egri Állami Gárdonyi Géza Tanítóképző
(pecsét: Állami Gárdonyi Géza Tanítóképző)
Tóka János; 1 vegyes, 1 lány
1955-1956.: Egri Gárdonyi Géza Tanítóképző
(pecsét: Állami Gárdonyi Géza Tanítóképző)
Baranyi Ferenc; 1 vegyes, 1 lány
1956-1957.: Egri Gárdonyi Géza Tanítóképző
Baranyi Ferenc; 1 fiú, 2 lány
1957-1958.: Egri Gárdonyi Géza Tanítóképző
Papp Sándor; 1 fiú
1958-1959.: Egri Gárdonyi Géza Tanítóképző
Papp Sándor; 1 fiú